# Albán költők, írók listája
Az albán költők, írók listája az albán irodalom jelentősebb képviselőit sorakoztatja fel betűrendben. A nevek mellett az életút évszámai segítenek a tájékozódásban. A lista a nem Albániában élő, de albán nyelven alkotott/alkotó szerzőket is tartalmazza (koszovói, arberes stb.).
| Ábécé szerinti tartalomjegyzék                      |
| --------------------------------------------------- |
| A B C D E F G H I J K L M N O P Q R S T U V W X Y Z |

A

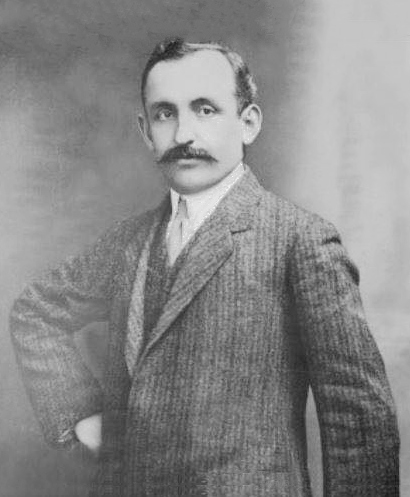
Andon Zako Çajupi

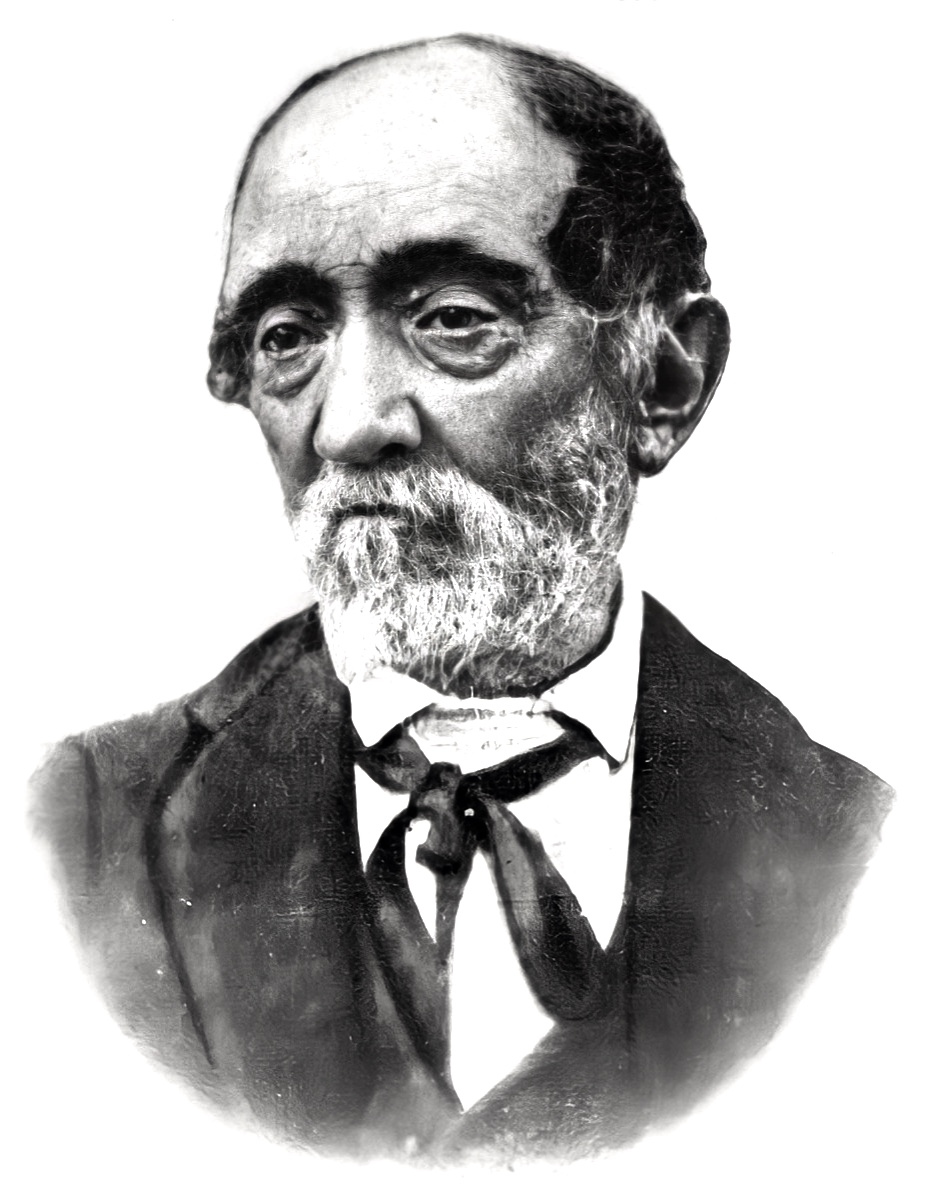
Jeronim de Rada

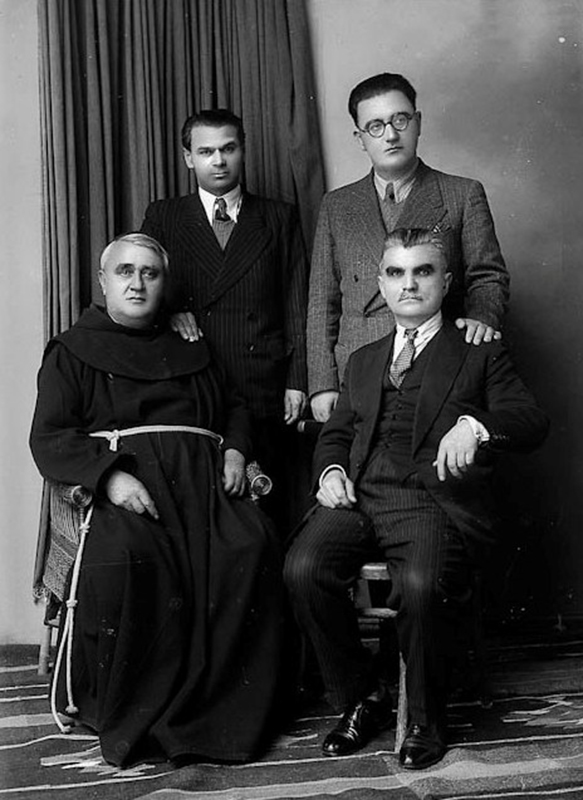
Gjergj Fishta, Lasgush Poradeci, Ernest Koliqi és Aleks Stavre Drenova

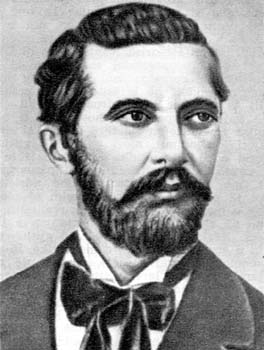
Naim Frashëri

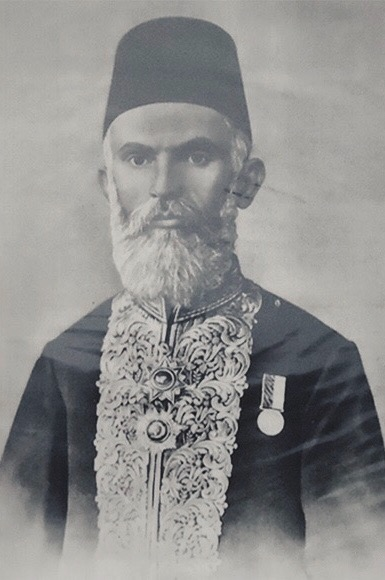
Sami Frashëri

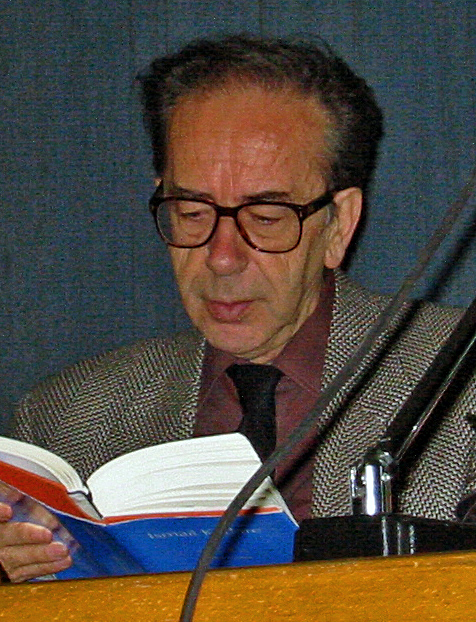
Ismail Kadare

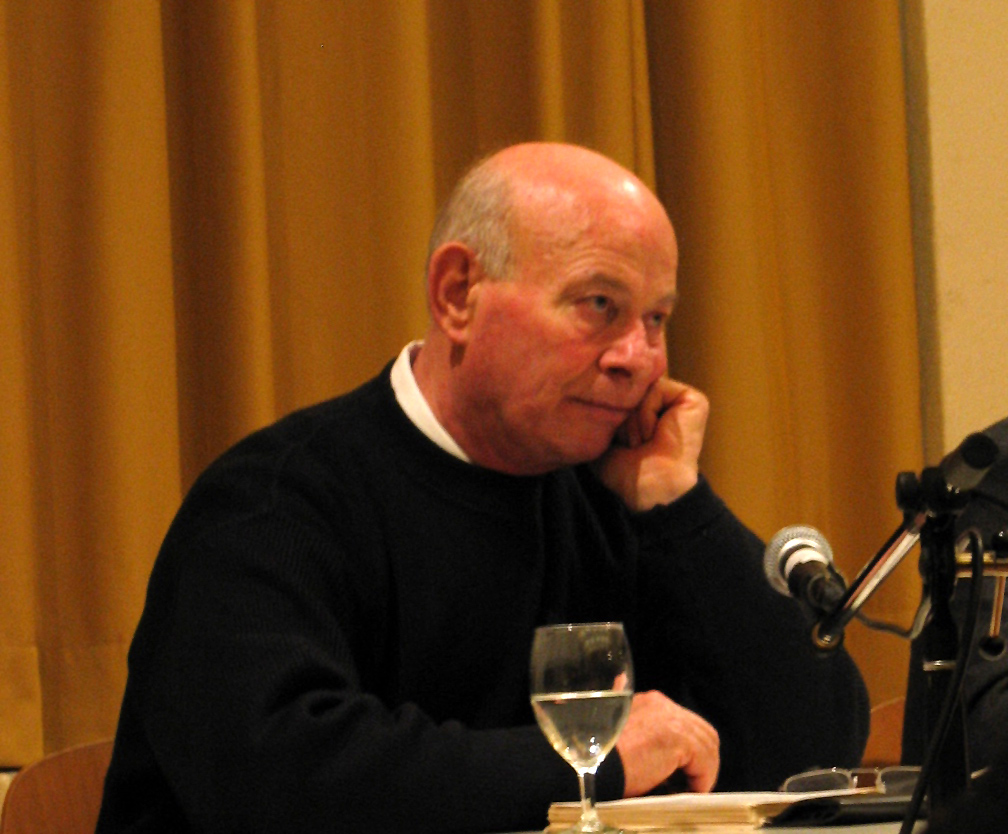
Fatos Kongoli

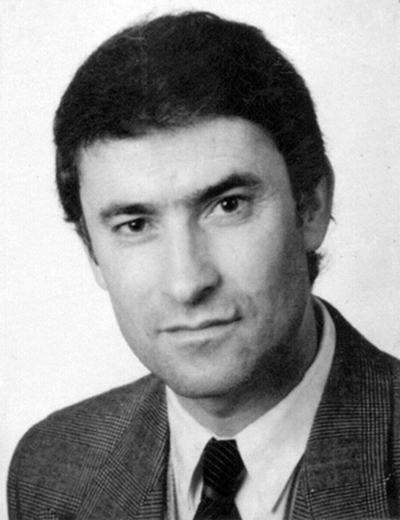
Ferdinand Laholli

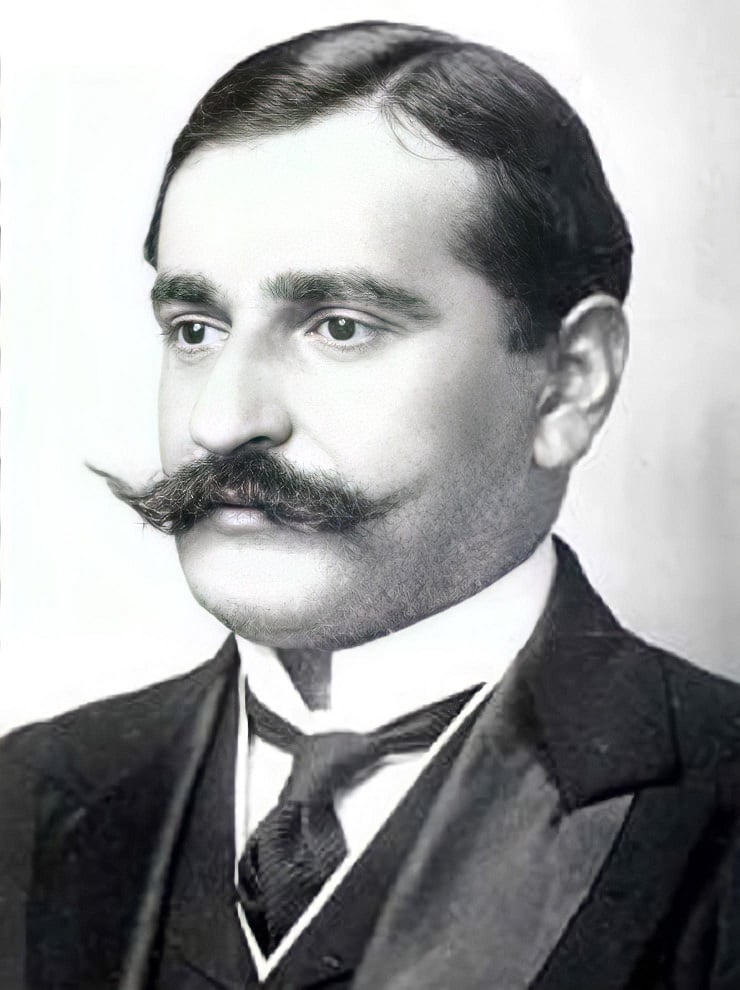
Hilë Mosi

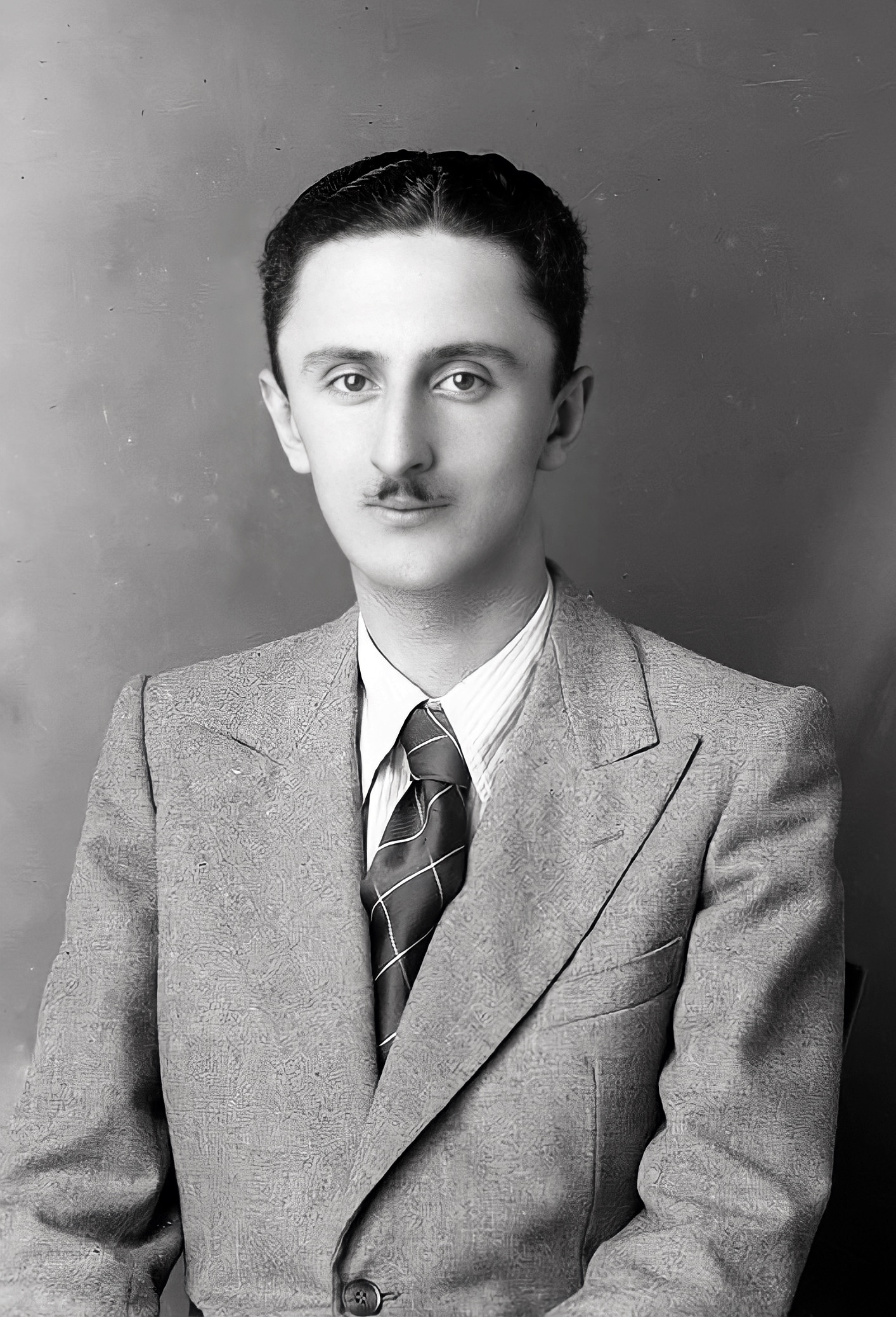
Millosh Gjergj Nikolla

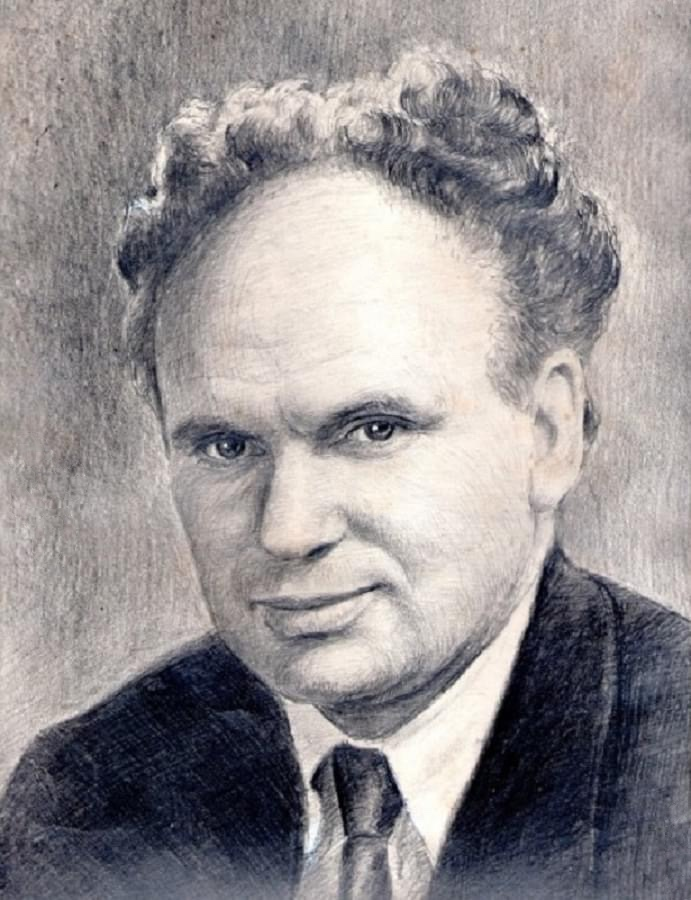
Sterjo Spasse

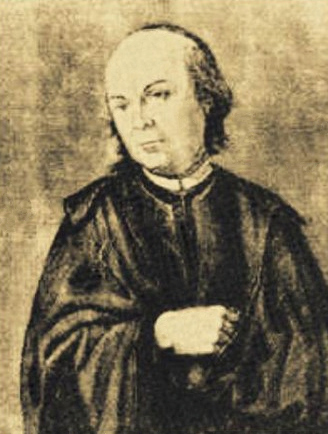
Jul Variboba

- Agolli, Dritëro (1931–2017) költő, író
- Ahmeti, Mimoza (1963–) költő (wd)
- Antoni, Valdete (1953–) költő (wd)
- Arapi, Fatos (1930–2018) költő, író
- Arapi, Lindita (1972–) költő (wd)
- Arbnori, Pjetër (1935–2006) író

B
- Bageri, Josif (1870–1915) költő, író (wd)
- Bardhi, Frang (1606–1643) tudományos író
- Barleti, Marin (kb.1450–1512/1513) tudományos író
- Basha, Eqrem (1948–) koszovói író (wd)
- Bastari, Zenel (18–19. század) költő
- Berati, Kostandin (kb. 1745–1825) író
- Blushi, Ben (1969–) író
- Blushi, Kiço (1943–2019) író, drámaíró (wd)
- Bogdani, Pjetër (kb. 1625–1689) író
- Brovina, Flora (1949–) koszovói költő (wd)
- Bubani, Dionis (1926–2006) író (wd)
- Bubani, Gjergj (1899–1954) író, költő (wd)
- Budi, Pjetër (1566–1622) költő
- Buxheli, Qamil (1925–2006) író
- Buzuku, Gjon (16. század) egyházi író

C
- Çajupi, Andon Zako (1866–1930) költő, drámaíró
- Camaj, Martin (1925–1992) költő, író (wd)
- Çami, Muhamet (1784–1844) költő

D
- Dedaj, Rrahman (1939–) koszovói költő (wd)
- Demaçi, Adem (1936–2018) koszovói író
- De Martino, Leonardo (1830–1922) arberes költő, drámaíró
- de Rada, Jeronim (1814–1903) arberes költő
- Dibra, Ridvan (1959–) író (wd)
- Dine, Spiro (1844–1922) költő
- Dino, Abedin (1843–1906) költő (wd)
- Drenova, Aleks Stavre vagy Asdreni (1872–1947) romániai albán költő
- Dushi, Ledia (1978–) költő (wd)

E
- Engjëlli, Pal (1416–1470) egyházi író

F
- Fishta, Gjergj (1871–1940) költő, drámaíró
- Floqi, Kristo (1873–1951) drámaíró, költő
- Frakulla, Nezim (kb. 1680–1760) költő
- Frashëri, Midhat (1880–1949) költő, író
- Frashëri, Naim (1846–1900) költő
- Frashëri, Sami (1850–1904) költő, író

G
- Gashi, Mirko (1939–1995) koszovói költő (wd)
- Gazulli, Gjon (1400–1465) tudományos író
- Gjata, Fatmir (1922–1989) író (wd)
- Gjirokastriti, Grigor (18. század) egyházi író (wd)
- Grameno, Mihal (1872–1931) költő, drámaíró
- Gurakuqi, Luigj (1879–1925) költő
- Gurra, Milto Sotir (1884–1972) író (wd)

H
- Hajdari, Gëzim (1957–) író (wd)
- Hanxhari, Mihal (1930–1999) költő (wd)
- Harapi, Anton (1888–1946) író
- Haxhiademi, Ethem (1902–1965) költő, drámaíró (wd)
- Haxhosaj, Halil (1946–) koszovói író (wd)
- Haxhosaj, Mehmet (1972–) koszovói író (wd)

I
- Ivanaj, Mirash (1891–1953) költő

J
- Jubani, Zef (1818–1880) költő

K
- Kabashi, Salih (1948–) író (wd)
- Kadare, Ismail (1936–2024) költő, író
- Kadia, Ilir (1957–) író (wd)
- Kamarda, Dhimitër (1821–1882) arberes tudományos író (wd)
- Kamberi, Hasan Zyko (18–19. század) költő
- Karahoda, Veli (1968–) író, költő (wd)
- Kavalioti, Theodhor (kb. 1718–1789) tudományos író
- Keko, Teodor (1958–2002) író (wd)
- Kelmendi, Jeton (1978–) költő, író (wd)
- Keta, Nikollë (1741–1803) arberes költő
- Kokalari, Musine (1917–1983) író
- Koliqi, Ernest (1903–1975) író
- Kongoli, Fatos (1944–) író
- Konica, Faik (1875–1942) író
- Kukaj, Rifat (1938–2005) koszovói író (wd)
- Kuteli, Mitrush (1907–1967) író (wd)

L
- Laholli, Ferdinand (1960–) költő (wd)
- Lako, Natasha (1948–) költő, író (wd)
- Lleshanaku, Luljeta (1968–) költő (wd)
- Lubonja, Fatos (1951–) író

M
- Malëshova, Sejfulla (1901–1971) költő
- Marko, Petro (1913–1991) író (wd)
- Mato, Sulejman (1941–) író (wd)
- Matrënga, Lekë (1567–1619) arberes költő
- Mehmeti, Din (1929–2010) koszovói költő (wd)
- Mehmeti, Kim (1955–) macedóniai albán író (wd)
- Mekuli, Esad (1916–1993) koszovói költő (wd)
- Mitko, Thimi (1820–1890) költő
- Mjeda, Ndre (1866–1937) költő
- Mosi, Hilë (1885–1933) költő
- Musliu, Beqir (1945–1996) koszovói író (wd)
- Mustafaj, Besnik (1958–) költő, író (wd)

N
- Naibi, Sulejman (?–1771) költő
- Nikaj, Ndoc (1864–1946) író
- Nikolla, Millosh Gjergj vagy Migjeni (1911–1938) költő
- Noli, Fan (1882–1965) költő, író

P
- Palaj, Bernardin (1894–1946) költő
- Pashku, Anton (1937–1995) koszovói író (wd)
- Pipa, Arshi (1920–1997) költő (wd)
- Podrimja, Ali (1942–2012) koszovói költő (wd)
- Poradeci, Lasgush (1899–1987) költő
- Postoli, Foqion (1889–1927) író, drámaíró
- Prennushi, Vinçenc (1885–1949) költő
- Prokshij, Iljaz (1949–) koszovói író (wd)

Q
- Qosja, Rexhep (1936–) koszovói író (wd)

R
- Ramadani, Nijazi (1964–) koszovói költő, író (wd)
- Rrahmani, Zejnullah (1952–) koszovói író (wd)

S
- Serembe, Zef (Giuseppe Serembe, 1844–1901) arberes költő (wd)
- Shiroka, Filip (1859–1935) költő
- Shkreli, Azem (1938–1997) költő (wd)
- Shkodrani, Teodor (12–13. század) egyházi író
- Siliqi, Risto (1882–1936) költő (wd)
- Skiroi, Zef (1865–1927) arberes költő (wd)
- Sollaku, Shpendi (Noé, 1957–) költő, író (wd)
- Spahiu, Xhevahir (1945–) költő (wd)
- Spasse, Sterjo (1914–1989) író (wd)
- Stërmilli, Haki (1895–1953) író (wd)
- Sulejmani, Hivzi (1912–1976) koszovói író (wd)

T
- Toptani, Murat (1866–1918) költő
- Trebeshina, Kasëm (1926–2017) író
- Tufa, Agron (1967–) író (wd)

U
- Ujko, Vorea (1918–1989) arberes költő (wd)

V
- Variboba, Jul (1724–1788) arberes költő
- Vasa, Pashko (1825–1892) költő, író
- Velo, Maks (1935–2020) író, költő

X
- Xhaferri, Bilal (1935–1987) író (wd)
- Xoxa, Jakov (1923–1979) író (wd)

Z
- Zade, Muçi (18. század) költő
- Zogaj, Preç (1957–) költő (wd)
- Zorba, Zef (1920–1993) költő (wd)

## Külső hivatkozások
- http://albanianliterature.com
- Sabri Hamiti: Albanian literary schools